# ジョーカー (バットマン)

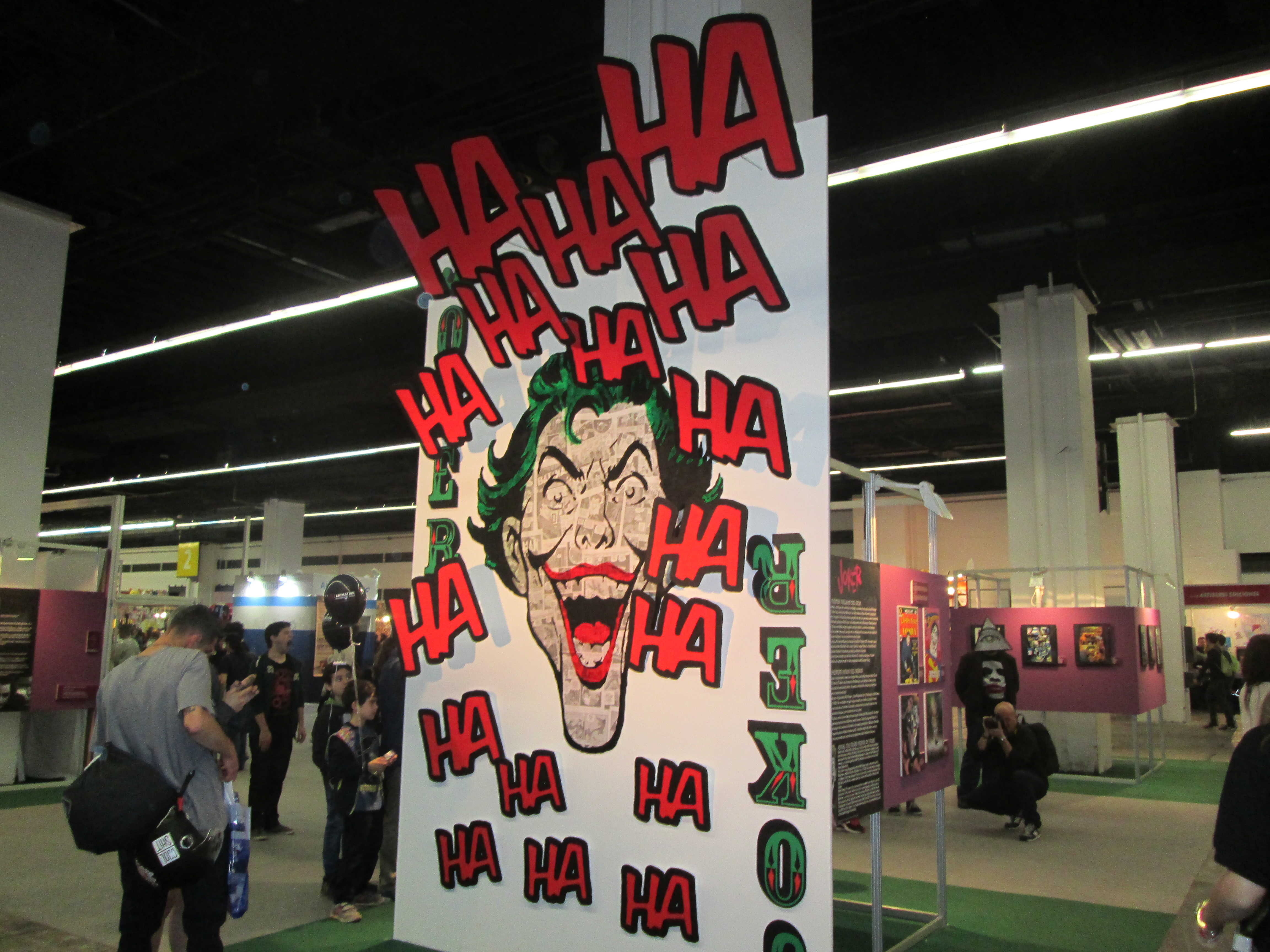
ジョーカーのイラスト

ジョーカー（The Joker）は、DCコミックスの出版するアメリカンコミック『バットマン』に登場する架空のスーパーヴィラン。ビル・フィンガー、ボブ・ケイン、ジェリー・ロビンソンによって創造され、1940年4月の"Batman #1"で初登場した。

## 概要
ビル・フィンガー、ボブ・ケイン、ジェリー・ロビンソンによって創造され、"Batman　#1"（1940年4月25日）で初登場した。初登場時に一話限りで死ぬ予定だったが、編集上の介入によって免れた。ジョーカーは犯罪の首謀者として描かれ、歪んだユーモアを持つサイコパスとして登場した。コミックス倫理規定委員会による規制に対応して1950年代はイタズラをするマヌケなキャラクターになり、1970年代に暗いキャラクターに戻った。
バットマンの最大の敵として名高いジョーカーは、“Clown Prince of Crime”（犯罪界の道化王子）、“the Jester of Genocide”（虐殺する宮廷道化師）、“the Harlequin of Hate”（憎悪するハーレクイン）、“ace of spades”（スペードのエース）など様々なニックネームで呼ばれる。DCユニバースの進化の間に、ジョーカーの解釈およびバージョンは、次の2つの形式をとっている。オリジナルの知性と歪んだユーモアを持つサディスティックなサイコパスと、1940年代から1960年代にかけて人気があった、1960年代のテレビシリーズのような無害なイタズラ泥棒である 。服装はロングテール、パッド入りショルダージャケット、ネクタイ、紫のスーツ、手袋、時々つばの広い帽子、尖ったつま先の靴、ストライプのパンツやスパッツである。
数十年の間に様々なオリジン・ストーリーが生まれた。基本的なオリジンでは、工場の化学薬品の溶液に落ちて真っ白な皮膚、緑の髪の毛、裂けて常に笑みを湛えた口に変化した。また、ジョーカーは超人的な能力を持っていない。カミソリのついたトランプ、笑気ガス、酸を噴霧する花などの有毒物質の調合、兵器を開発する化学工学の専門知識を駆使する。ジョーカーの性格や外観は、バットマンのアンチテーゼとして完璧な敵であると批評家によって考えられている。
大衆文化の中で最も象徴的なキャラクターの一つとして、ジョーカーはこれまでに創造された最も偉大なコミックのヴィランと架空の人物の中に挙げられている。キャラクターの人気から彼の衣類やコレクターアイテムとして多様な商品が存在する。

## 創造

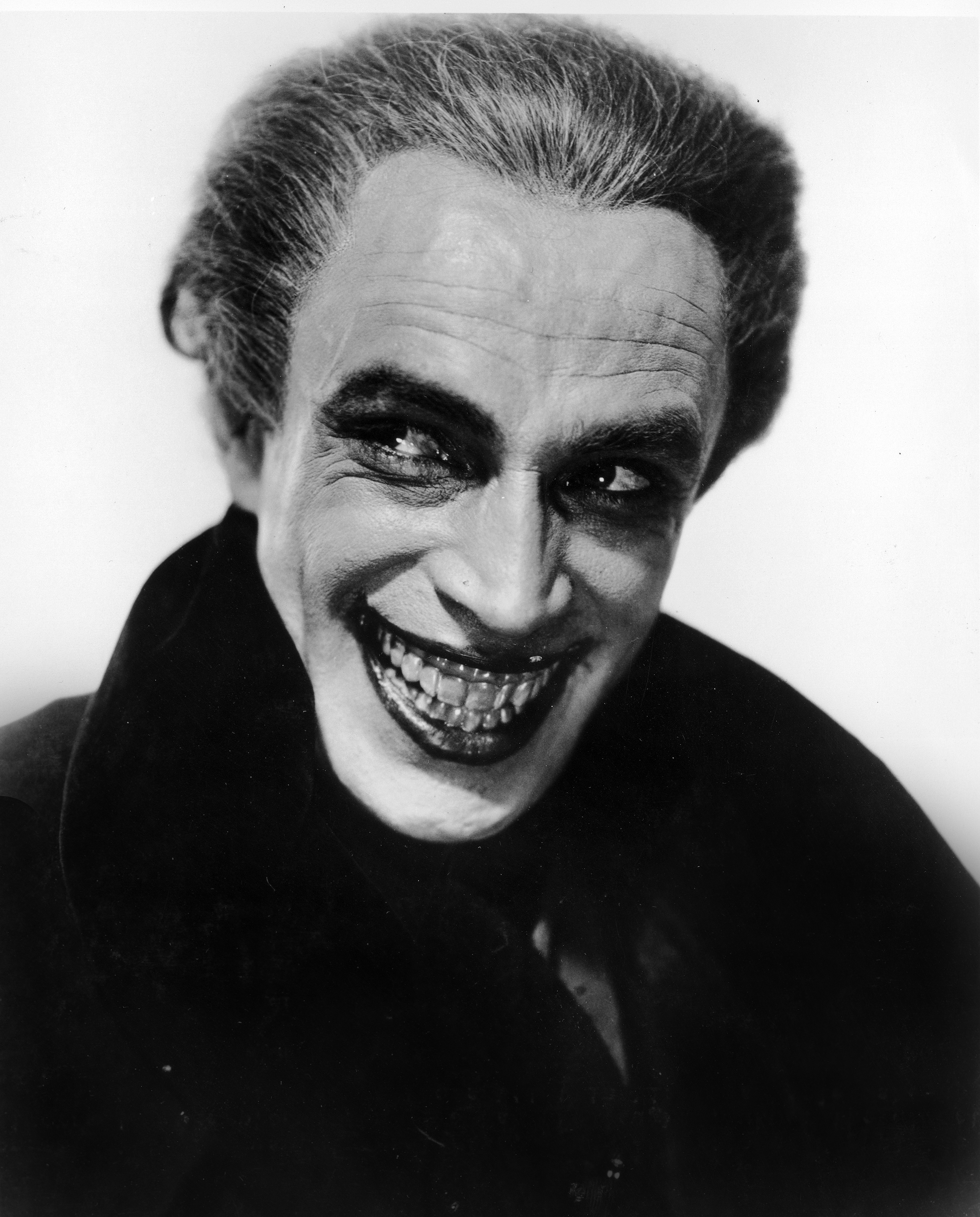
ジョーカーのもととなったコントラーが、『笑ふ男』で演じたグウィンプレンの写真

ヴィクトル・ユーゴーの小説を原作とする映画『笑ふ男』（1928年）の俳優、コンラート・ファイトのスチール写真はジョーカーを創造するきっかけになった。その製作者たち(ボブ・ケイン、ビル・フィンガー、ジェリー・ロビンソン)は、「実際は誰がジョーカーを思いついたのか」について長い論争を続けた。
フィンガーは『笑う男』のコンラート・ファイトからインスピレーションを受けて、ジョーカーのビジュアルを決めた。ロビンソンはジョーカートランプのスケッチを作成した。
1939年にケインは17歳のロビンソンをアシスタントとして雇った。ロビンソンはレタラーや背景のインカーとして仕事を始め、すぐにバットマンのコミックシリーズのメインアーティストになった。
1975年の“The Amazing World of DC Comics“のインタビューで、ロビンソンは次のように述べている。「私はバットマンをテストすることができる至高の悪役を望んでいたが、典型的な犯罪組織のボスやギャングなど容易に現れるようなキャラクターしか創造されていなかった。そこで、悪魔のように邪悪で、道化師のような悪役を創造し、（シャーロックホームズとモリアーティ教授との関係に似ている）バットマンの戦いの継続的な供給源として永続的なキャラクターを望んだ」。
ロビンソンは、コロンビア大学の研究でいくつかのキャラクターのユーモアがジョーカーの感覚につながり、ジョーカーの名前は、彼が頻繁に手で持っていたトランプのカードを引いてたまたま最初に来たカードから取ったと述べた。彼はジョーカーのトランプカードのデザインのスケッチを提供し、フィンガーと電話でジョーカーのコンセプトについて語った。フィンガーは笑うファイトの画像を提供したが、ロビンソンは不完全だと思った。ロビンソンは、“Batman”#1のために余分な話が必要とされたときにバットマンの宿敵としてキャラクターを創造したといい、大学のコースのため物語の報酬を受け取ったと主張した。ロビンソンは「彼らにジョーカーのスケッチを示し、その最初の会議では、ビルはそれを見て『笑う男』のコンラート・ファイトを思い出した。本当に、共同開発者であったボブと私でビジュアルを決めました」と述べた。
しかし、ケインはフィンガーが『笑う男』のイメージを示して、ジョーカーのデザインとして使用した事を語った。後に、ロビンソンは自分がスケッチを作製したと反論した。フィンガーは、彼はジョーカーの頭に似ていたコニーアイランドでの障害物競走公園内のイラストに触発されたと述べた。
1994年にジャーナリストのフランク・ラブチーとのインタビューで、ケインはロビンソンの立場を次のように述べている。「ビル・フィンガーと私でジョーカーを創造しました。ビルは作家でした。ジェリー・ロビンソンは、ジョーカーのトランプカードを持って私のところに来ました。それが、私の知っている全てです。あなたが知っているとおり、ヴィクトル・ユーゴーの『笑う男』の俳優、コンラート・ファイトはジョーカーのように見えます。ビル・フィンガーは、コンラート・ファイトの写真を持っていたし、私にそれを示しめして、「これがジョーカーだ」と述べました。ジェリー・ロビンソンはそれとは全く関係ありませんでしたが、彼は死ぬまで、それを創造したと言うでしょう。彼はトランプのカードとして使用するために、ジョーカートランプを我々にもたらした」 。
ジョーカーを創造した権利が争われており、フィンガーの貢献を認めながら、ケインとロビンソンはジョーカーの権利を主張した。ケインは多くのキャラクターの権利を共有することを拒否した（ケインは死ぬまでロビンソンの主張を否定した）。2011年にフィンガー、ケイン、ロビンソンは未解決の問題を残して死亡した。

## キャラクター
ジョーカーは1940年に初登場して以来、多くの改訂を受けている。キャラクターの最も一般的な解釈は、彼がレッドフードを装っていてバットマンと刑事に追われている事である。ジョーカーは化学物質のタンクに落ち、緑の髪、赤い唇、白い皮膚に変わる。ジョーカーがレッドフードを装った理由は時間の経過とともに変化している。 
1940年の"Batman #1"では、ジョーカーは市長のヘンリー・クラリッジ含む、ゴッサムの著名な市民の3人を殺すことを発表する。警察はクラリッジを保護しようとするが、ジョーカーは発表を行う前にクラリッジを毒殺していた。バットマンはジョーカーを倒して刑務所に送り、ジョーカーは気まぐれで残忍な犯罪を犯した事を告げた。
1951年の"Detective Comics #168"では、ジョーカーのオリジンを初めて紹介した。彼は外観が変化して、姿が似ているトランプの図から「ジョーカー」の名称を採用した。
1952年に"The Joker's Millions"が発表された。この物語ではジョーカーはある犯罪王の遺産を手に入れ億万長者となり犯罪から足を洗うのだが、その遺産自体に罠が仕組まれていたため結局金が必要になり、再び犯罪者の道に戻ることになる。
1970年代にサイコパスなどのキャラクターが再定義された。"The Laughing Fish"では化学物質で官僚を殺し、ゴッサムの魚に彼の顔を追加する。
1988年の『バットマン: キリングジョーク』(Batman: The Killing Joke)では、ジョーカーの1951年の物語を再構築した。彼は売れないコメディアンであり、妊娠中の妻を支えるためにレッドフードとして強盗を行った。バットマンに追いつめられて化学薬品のタンクに飛び込み、白い肌、赤い唇、緑の髪、裂けて常に笑みを湛えた口に変化する。妻と胎児の不慮の死と外見の変化から正気を失い、彼はジョーカーに変貌する。ジョーカーはどんな人間でも正気を失う事を証明するために、ジェームズ・ゴードンを拷問する。そして、彼の娘であるバーバラ・ゴードンを銃で撃ち半身麻痺を引き起こす。バットマンがゴードンを救助してジョーカーを倒した後、バットマンはジョーカーとの敵対関係を終わらせてリハビリを提案する。ジョーカーは拒否したが、彼はバットマンと冗談を共有することによって感謝の意を示した。
1988年の"A Death in the Family"では、ジョーカーはバールでジェイソン・トッドを打ちのめし、爆発で殺した。トッドの死はバットマンに初めてジョーカーを殺す事を考えさせる。
1999年の"No Man's Land"では、ジョーカーの恋人ハーレイ・クインを初めて導入した。
2005年の"Under the Hood"では、復活したジェイソン・トッドはジョーカーを殺すことで死の仇を討つ事をバットマンに強制する。バットマンは彼がジョーカーを殺す事を自分に許可している場合、他の犯罪者を殺すことを止めることができなくなると主張して拒否する。
2011年の"New 52"では、ジョーカーは顔の皮を剥いでいる。"Death of the Family"でバットマン・ファミリーに対して攻撃を行い、ジョーカーは崖から暗い深淵に落ちた。 
ジョーカーの本名は、2022年にDCコミックスによって初めて明らかにされた。ジェフ・ジョーンズらによる2022年9月発売の「Flashpoint Beyond#5（The Clockwork Killer: Chapter Five: The Joke's on Me）」の中で、Psycho-Pirateによる情報として、「ジャック・オズワルド・ホワイト」（Jack Oswald White）がジョーカーの本名だと述べられている。ただし過去の様々な作品のなかで様々な「本名」が取り沙汰されている。たとえば1989年公開の映画『バットマン』や2017年発売のコミック「Batman: White Knight」の作中では「ジャック・ネイピア」（Jack Napier）、2019年公開の映画『ジョーカー』の中では「アーサー・フレック」（Arthur Fleck）、などとなっている。

### オリジン
ジョーカーのオリジンで決定的なものは確立されていない。ジョーカーのオリジンについての話は、"Detective Comics #168"（1951年2月）にキャラクターが初登場してから約10年後に登場した。ここでは、彼の雇用主の指示で百万ドルを盗んだレッドフード（赤い仮面にタキシードマスクを被った犯罪者）だった。彼はバットマンから逃げる途中に化学薬品の溶液に落ち、白い肌、赤い唇、緑の髪、裂けて常に笑みを湛えた口となった。この物語は、ほとんどの場合に引用される基礎となった。
『バットマン: キリングジョーク』では、妊娠した妻を抱える売れないコメディアンだった。生活費を稼ぐために、かつて自分が勤めていた化学薬品工場へのギャングの強盗に参加する。レッドフードとして道案内を務めさせられるが、警察に張り込まれていたため強盗は失敗する。バットマンに追い詰められ、逃げるために化学薬品の溶液の中に飛び込んだ。妻と胎児の不慮の死と真っ白な皮膚、緑の髪の毛、裂けて常に笑みを湛えた口に変化した事から正気を失いジョーカーとなる。ジョーカーは正気を保つバットマンやゴードン市警本部長に対して、嫉妬あるいは羨望の念を抱いている。このオリジンは多くの物語で引用された。
"Batman: The Man Who Laughs"では、バットマンはレッドフードが落下を生き残ってジョーカーになったと推論する。"Batman #450"で"Death of the Family"のイベントの後、ジョーカーは回復を助けるためにレッドフードになるが、経験から外傷を受けるとわかる。他の物語ではこのオリジンを拡大した"Batman: Gotham Knights"のプッシュバックでは、ジョーカーの妻はギャングのために働いており、腐敗した警官によって殺害されたことを説明した。
しかし、「ジョーカー自身記憶が混濁し、どの過去が正しいのか分からず、本人も分かろうとする気もない」と説明される過去の設定の曖昧さは、ライターがキャラクターのオリジンを自由に創作できることに繋がった。ポール・ディニとアレックス・ロス による"Case Study"では、幼少期から犯罪のスリルを味わい続けるサディスティックなギャングであるレッドフードとしてジョーカーを設定した。彼は自分の容姿を変えることになるバットマンと運命的に出会う。この作品でのジョーカーは正気であり、死刑を回避するために狂気を装っていることが示唆されている。"Batman Confidential #7-12"（ラバーズ&マッドメン）では、犯罪を全て成功させていたが故に退屈し、生き甲斐を失っていた天才的な犯罪者ジャックがジョーカーのオリジンとして設定された。ジャックはバットマンに犯罪計画を阻止されたことで、彼に夢中になり新しい生き甲斐を見つける。そして彼の注意を引き付けるために、ブルース・ウェイン（バットマン）の恋人ローナ・ショアを人質に取って重傷を負わせる。激怒したバットマンの投げたバットラングにより、顔に笑いのような傷をつけられる。ジャックはバットマンの雇ったギャングに拉致されて化学工場で暴行を受ける。揉みあっているうちにギャングの放った銃弾が化学薬品のタンクに命中して（抗精神病薬に使用される）化学物質の洪水を浴び、ジョーカーに変貌する。"The Brave and the Bold #31"でスーパーヒーローのアトムは、生きている自分の両親を焼くジョーカーを見ている。"Zero Year" (2013)では、レッドフードが襲ったギャングを操っていた犯罪の首謀者であったことを示唆している。

## 書誌情報
- バットマン: キリングジョーク 完全版 (ISBN 978-4-7968-7065-8)

小学館集英社プロダクション刊。2010年1月20日発売。
- バットマン:ラバーズ&マッドメン（ISBN 978-4-7968-7088-7）

小学館集英社プロダクション刊。2011年3月23日発売。
- ジョーカー (バットマン)（ISBN 978-4-7968-7087-0）

小学館集英社プロダクション刊。2011年3月23日発売。
- バットマン:笑う男（ISBN 978-4-7968-7128-0）

小学館集英社プロダクション刊。2012年8月29日発売。
- ジョーカー:喪われた絆

小学館集英社プロダクション刊。
- 上.（ISBN 978-4-7968-7505-9）2014年8月27日発売。
- 下.（ISBN 978-4-7968-7506-6）2014年9月26日発売。

- ジョーカー アンソロジー (ISBN 978-4-7562-4782-7)

パイインターナショナル刊。2016年8月発売。
- バットマン：マッドラブ 完全版 (ISBN 978-4-7968-7635-3)

小学館集英社プロダクション刊、2016年9月21日発売。
- ワンオペJOKER

講談社刊。DCコミックス公認のバットマン育児コメディ漫画。
1. （ISBN 978-4065236789）2021年6月23日発売。
2. （ISBN 978-4065266649）2022年2月22日発売。
3. （ISBN 978-4065317457）2023年4月21日発売。

## 映画

### 実写映画
『バットマン』 (1989年)
演 - ジャック・ニコルソン | 日本語吹替 - デーモン小暮(ソフト版)、大平透(TBS版)、内海賢二(テレビ朝日版)
ゴッサム・シティのマフィアの有力者であるカール・グリソムの右腕ジャック・ネイピア。劇中で登場する過去のジャックの写真から、逮捕歴や服役歴がある。グリソムの情婦を寝取ったことから罠に嵌められ、化学薬品工場で警官隊との銃撃戦になる。現れたバットマンに発砲した際、跳弾が顎に当たり、更にその弾みで薬品槽に落下。肌は漂白され、跳弾による傷で顔の筋肉が麻痺し、常にひきつった笑みを浮かべる自らの顔を見て狂気に陥り、ジョーカーを名乗る。
ジョーカーが暗闇から現れる初登場シーンでメイクの白色が襟に付着してしまい、それを隠すために急遽紫色の墨を塗って撮影したが、今度はその墨が首元に付着したままになってしまった。
『バットマン ビギンズ』 (2005年)
物語の終盤、貯水池に毒を入れると脅迫してくる犯罪者についてバットマンとゴードン警部が言及。その男の自称として「ジョーカー」の名前が登場した。
この時にゴードン警部が出した証拠物件がトランプのジョーカー。このトランプのジョーカーについては、以後の『ダークナイトトリロジー』でも継続して登場する。
これは『バットマン: イヤーワン』と同じ場面であり、クリストファー・ノーラン監督によれば、このシーンを撮影した時点では続編の予定はなく、単なるファンサービスに留まるものだったという。
『ダークナイト』 (2008年)
演 - ヒース・レジャー | 日本語吹替 - 藤原啓治(ソフト版)、大塚芳忠(テレビ朝日版)
指紋やDNAの情報がデータベースにない、顔にピエロのメイクを施した正体不明の謎の男。笑ったような口元はグラスゴースマイルであり、その由来を人に聞かせるが「酔っ払った父親に切り裂かれた」「借金の脅しで顔を傷付けられた妻を笑わせるために自ら切り裂いた」などその都度内容が変化しており定かではない。
原典や過去作品のような薬品による変異ではなく、自分でピエロのメイクをしているという設定。演じたヒースは役作りとして自分自身でのメイクにこだわっており、「ジョーカーならメイクした後に手を洗わないだろう」という理由から、手袋を外した指先には白粉が残ったままになっている。
デントの前でレイチェルの名前を言い間違えるシーンや、牢獄で拍手をするシーンはヒース・レジャーのアドリブである。
ジョーカーの衣装・メイクはパンクロックバンド セックス・ピストルズのジョニー・ロットンをモチーフにされている。ヒース・レジャーは演じるにあたり『怪鳥人間バットマン』でジョーカーを演じたシーザー・ロメロの口調や喋り方を意識し、性格は『時計じかけのオレンジ』のアレックス（アレキサンダー・デ・ラージ）を参考に演じた。
ヒース・レジャーが演じているが、彼は撮影後に急死。ヒースはアカデミー助演男優賞を受賞。死後受賞はピーター・フィンチ以来32年ぶり。かつてジョーカーを演じたジャック・ニコルソンは「ジョーカーが出演する続編については、一切話はこなかったよ。私はジョーカーをどう演じたらいいのか知っている。一言で言えば、今は物凄く怒っている」とコメントした。
一方クライマックスで繰り広げられる高所でのバットマンとの対決や、転落して宙吊りになる場面などは、ジャック・ニコルソンによるジョーカーへのオマージュとなっている。
『ダークナイト ライジング』 (2012年)
ヒース・レジャーによるジョーカーの続投が検討されていたが、彼の急逝によって実現しなかった。
クリストファー・ノーラン監督はこれについて「僕らは（最新作で）ジョーカーのことは扱っていない。それは僕とヒースの関係、僕らが『ダークナイト』でした経験からそうすべきだと強く思ったからなんだ。現実に起きた悲劇のことをどうあっても説明したくはなかったんだ。それはふさわしくないことに思えたからね。だから僕らは、新しいキャラクターを生み出し、ジョーカー抜きでブルース・ウェインの物語を続けることにしたんだ」とコメントしている。
設定上は刑務所に収監されていたらしく、コミカライズ版ではベインによる刑務所破壊と囚人集団脱走のシーンに登場、混乱に乗じて行方をくらませる姿が描かれた。
『バットマン vs スーパーマン ジャスティスの誕生』 (2016年)
バットケイブにてロビンのコスチュームが保管されているシーンがあるが、そのコスチュームには「HAHAHA Jokes on you BATMAN」と黄色の文字で落書きされていることから、過去にジョーカーがロビンを殺したことが示唆されている。
『スーサイド・スクワッド』 (2016年)
演 - ジャレッド・レト | 日本語吹替 - 子安武人
ハーレイ・クインのオリジンに登場し、彼女を誘惑する全身にタトゥーを入れたギャングのボスとして演出されている。撮影当時のジャレッド・レトは全身を鍛えて特徴的なメイクを施し、アレックス・ロス、ブライアン・ボランド、フランク・ミラー、トニー・ダニエル、トニー・ベルメホ、グレッグ・カプロのデザインから引用した衣装に身を包み演じている。一見、バットマンを演じたベン・アフレックと同世代とは思えないほど若々しく、ジョーカーの年齢不詳なイメージを演出している。
『ジョーカー』 (2019年)
演 - ホアキン・フェニックス | 日本語吹替 - 平田広明
ゴッサム・シティでピエロの派遣業で働いてるアーサー・フレック。認知症の母を介護する傍らスタンダップコメディアンを目指しながらピエロの仕事をして下積みをしている。幼い頃からトゥレット障害により感情が高ぶると反射的に笑いだす障害を持っていた。福祉サービスによって薬が提供され症状は抑えられていたが、トーマス・ウェインによる政策で医療福祉の解体によって、薬の服用が出来なくなり悪化する事になる。
ゴッサムの治安の悪さから、仕事中に路上でチンピラによる暴行等を受けても耐えてきたが、同僚が防犯のためと渡した銃がきっかけとなり事態が一転する。
医療施設でピエロを演じている際、しまっていた銃を落とした事がきっかけで解雇される。その帰宅中に地下鉄内でナンパをしていたウェイン産業の社員の前で笑いの発作を起こした為に勘違いで暴行され、感情が昂り銃を発砲し全員を殺害してしまう。更に母親がかつてトーマス・ウェイン邸で働いていた事から支援の手紙を書いていたのを偶然目撃し、愛人であったという文面から自分がトーマスの息子ではないのかという疑惑が高まり独自に調査をする。結果、母親は若い頃から精神に異常をきたし、一方的にトーマス・ウェインを恋人だと思い込んでいただけでなく、自分は養子で、母親の元恋人に虐待を受け障害を患った事を知る。マンションの隣人と恋仲となり、わずかながら幸せを感じていたが、それもまた自分が苦境の中から作り上げた妄想だと知る。自分が目標とするコメディアン、マレー・フランクリンに自分が発作を起こしながらネタを披露する姿をテレビで笑い物にされるなどの不幸が重なり、完全な狂気に追い込まれる。
狂気に追い込まれてからは、母親や身近な友人を殺害し、出演依頼を受けたマレーの番組で拳銃自殺をしようと考えていた。警察に追われている際、自分が起こした地下鉄銃撃の反響が大きな暴動に変わって行く様を観て次第に社会が混沌をきたしていることに快感を感じるようになる。
見た目は赤いスーツに仕事の際のピエロメイクをそのまま施している。チェーンスモーカーで、タバコをフィルターまで吸いきるほど。
『ハーレイ・クインの華麗なる覚醒 BIRDS OF PREY』 (2020年)
『スーサイド・スクワッド』の後日談。ハーレイ・クインとは破局したという設定でアーカイブ映像のみ登場。
『ジャスティス・リーグ:ザック・スナイダーカット』 (2021年)
演 - ジャレッド・レト | 日本語吹替 - 子安武人
ダークサイドが地球を支配した世界というバットマンの悪夢（＝ナイトメア）の中に登場。DCエクステンデッド・ユニバースシリーズにおいて、今作で初めてバットマンとジョーカーが直接会話するシーンが描かれる。
『THE BATMAN-ザ・バットマン-』 (2022年)
演 - バリー・コーガン | 日本語吹替 - 内山昂輝
エドワード・ナッシュトン / リドラーの収容された監獄の隣にいる謎の囚人として登場。作中で言及はされていないが、ジョーカー特有の高笑いを披露している。未公開映像ではバットマンがリドラーについて捜査する際に助言を求めにくるというシーンがあり、以前にバットマンと対決していることが仄めかされている。
『ジョーカー:フォリ・ア・ドゥ』 (2024年)
演 - ホアキン・フェニックス | 日本語吹替 - 平田広明
2019年の映画『ジョーカー』の続編。
ジョーカーを演じた俳優が全員、（英国）アカデミー賞（主演男優賞、助演男優賞）受賞者である。

### アニメ映画
『レゴバットマン ザ・ムービー』 (2017年)
声 - ザック・ガリフィアナキス | 日本語吹替 - 子安武人
『DCスーパーヒーローズvs鷹の爪団』（2017年）
声 - 安田顕
『ニンジャバットマン』 (2018年)
声 - 高木渉、英語吹替 - トニー・ヘイル

## ドラマ
『怪鳥人間バットマン』 (1966年–1968年)
演 - シーザー・ロメロ | 日本語吹替 - 滝口順平(16話まで)→大木民夫(フジテレビ版)
シーザー・ロメロが演じる。他の仕事との兼ね合いから、金髪の上に緑のスプレーを吹き、口髭は上からドーランで隠している。
自身でトランプギャングと組織を作り、テレビ局を度々ジャックして劇場型犯罪を行う。
ペンギンを脱獄させて、兄弟分として手を組む事もあった。
劇場版『バットマン オリジナル・ムービー』ではペンギン、リドラー、キャットウーマンらと暗黒連邦を結成。はしゃぎ回りジョークを口にする。
『GOTHAM/ゴッサム』 (2014年-2019年)
演 - キャメロン・モナハン | 日本語吹替 - 野村勝人
ジェローム・ヴァレスカとして登場。サーカスの蛇使いの女と預言者の父の間に生まれる。サーカスの中の特殊な環境から先天性の狂気に取り付かれており、母親を殺害して証拠を隠滅していたが、
ジェームズ・ゴードンによって犯行がばれた事で本性を現しアーカム精神病院に収容される。しかしテオ・ギャラバン（後のアズラエル）の計画によりバーバラ・キーンと共に脱獄させられ、犯罪集団「マニアックス」のリーダーとなる。
劇場的犯罪によりゴッサム警察や富豪たちが集まる事前パーティを襲撃するが、ギャラバンの策略で裏切られ殺される。しかし、テレビで中継されたジョーカーの犯行を観て視聴者たちの狂気が感化され、ジェロームを崇拝する集団が結成される。
死亡したかに思われたが、ヒューゴ・ストレンジによってインディアン・ヒルの研究所に遺体が収容され組成技術の実験体にされていたが、熱烈なファンによって遺体が蘇生され、その際に顔を剥がされ、医療用のホッチキスで派尾がつなぎとめられ異様な姿になる。再びゴッサムを混乱に陥れ、ブルース・ウェインを殺そうとするが、寸前のところでブルースの能力が覚醒し滅多打ちにされた挙句にゴードンにとどめを刺されてふたたび逮捕されるが、双子の兄弟であるジェレマイア・ヴァレスカはジェロームが遺した笑気ガス入りのびっくり箱の影響で狂気に陥ってしまいゴッサムにおける真のジョーカーとなってしまった。ジェレマイアはエース化学でブルースと対決するも化学薬品のタンクに落ちてしまう。髪は抜け落ち、肌もボロボロになってしばらくの間脳死を装っていたが、ブルースがゴッサムに戻って来たことを聞いて活動を再開する。ゴードンの娘を誘拐してゴードンの前でエース化学の薬品タンクに落とそうとするが彼に止められ、自身はバットマンに倒された。

## アニメ

### テレビアニメ
『バットマン』 (1992年-1999年)
声 - マーク・ハミル | 日本語吹替 - 青野武
当初はコミックブックの風貌だったが、目の色が黒と白が入れ替わり、唇の赤さも無くなった。アーカム・アサイラムに登録された名前はジャック・ネイピア。
『ザ・バットマン』 (2004年-2008年)
声 - ケビン・マイケル・リチャードソン | 日本語吹替 - 龍田直樹
口が大きく裂け頭が肥大化し、両目が赤く髪の毛が尖った異様な姿をしている。
人間を変異させる特殊薬品のタンクに落ちたことによりミュータントとなっている。一瞬で飛びつくなど人間離れしている。シーズン5ではエイリアンの襲撃に際し「ゴッサムをジョークで笑わせるのは自分の役目」と称して警察やペンギンと協力してエイリアンと戦った。
『バットマン:ブレイブ&ボールド』 (2008年-2011年)
声 - ジェフ・ベネット | 日本語吹替 - 藤原啓治
『ジャスティス・リーグ・アクション』 (2016年-2018年)
声 - マーク・ハミル
『異世界スーサイド・スクワッド』 (2024年)
声 - 梅原裕一郎

### 長編アニメ
『バットマン・ザ・フューチャー』 (2000年)
40年後の未来を描いたシリーズのOVA『蘇ったジョーカー』に登場。声優は原語、日本語共に前作と同じ。
ロビンだったティムがジョーカーにさらわれ、拷問からジョーカーJr.なった。その過程でジョーカーはバットマンの正体を知ることになる。ハーレイは行方不明になり、正気を取り戻したロビンの反抗で、ジョーカーは感電死した。
復活したジョーカーは、新しいバットマン（テリー）とかつての老いたバットマン（ブルース）を驚愕させる。ジョーカーの正体はティムだった。かつて、拷問の際にティムの頭脳に植えつけられたジョーカーの遺伝子チップが引き起こし、ティムの肉体をチップのジョーカーの記憶が乗っ取ろうとしていた。バットマンはチップを焼くことでジョーカーの人格を葬り、事件は収束した。
アメリカの規制に抵触する幾つかのシーンが差し替えられている。
- - 復活したジョーカーが、反抗した部下を殺すシーン

銃から出た旗が発射され、そのまま胸を貫くシーンが、銃から吹き出した笑気ガスで笑い死に。
- - ジョーカーがティムを拷問するシーンの記録映像がカット。
  - ジョーカーとバットマンの争い

ジョーカーがバットマンの足をナイフで刺すシーンがカット。
- - ジョーカーの死因

ティムがジョーカーの銃で撃ち殺すシーンが、ティムに体当たりされ、設備の水に濡れ、足を滑らせ電源が入って感電死。
『バットマン:アンダー・ザ・レッドフード』 (2010年)
声 - ジョン・ディマジオ

『バットマン:ダークナイト・リターンズ』 (2012年)
声 - マイケル・エマーソン

『バットマン:アサルト・オン・アーカム』 (2014年)
声 - トロイ・ベイカー

『バッドマン:キリングジョーク』 (2016年)
声 - マーク・ハミル

## ゲーム
『バットマン アーカム・アサイラム』 (2010年)
声 - マーク・ハミル

『バットマン アーカム・シティ』 (2011年)
声 - マーク・ハミル

『バットマン アーカム・ビギンズ』 (2013年)
声 - トロイ・ベイカー

『バットマン アーカム・ナイト』 (2015年)
声 - マーク・ハミル

『モータルコンバット vs. DC Universe』 (2008年)
声 - リチャード・エプカー

『DCユニバース・オンライン』 (2011年)
声 - マーク・ハミル
【DC Universe™ Online - Cinematic Trailer】 - YouTube

『インジャスティス:神々の激突』 (2013年)
声 - リチャード・エプカー

『インジャスティス2』 (2017年)
声 - リチャード・エプカー
【Injustice 2 - Introducing Joker!】 - YouTube

『モータルコンバット11』(2020年)
声 - リチャード・エプカー